# Sandrine Brauer
Pour les articles homonymes, voir Brauer.
Sandrine Brauer est une productrice de cinéma indépendante française née le 28 janvier 1969.
Elle dirige la société de production En Compagnie des Lamas qu’elle a fondée en 2006 et est l’une des cofondatrices du Collectif 50/50, qui milite pour plus de parité au sein du cinéma français.

## Biographie
Sandrine Brauer est née le 28 janvier 1969. 
Elle fonde en 2006 la société de production En Compagnie des Lamas.
Elle a fait partie du Collectif 50/50, promeut l’égalité des femmes et des hommes et la diversité dans le cinéma et l’audiovisuel,.
Elle est membre de la commission des producteurs de longs-métrages d'Unifrance.

## Filmographie
- 2007 : Chacun son cinéma, collectif[6]
- 2011 : Tous au Larzac, de Christophe Rouaud[7]
- 2014 : Gett - Le Procès de Viviane Amsalem, de Shlomi et Ronit Elkabetz[8],[9]
- 2015 : Rendez-vous à Atlit, de Shirel Amitaï[10]
- 2017 : Je danserai si je veux, de Maysaloun Hamoud[11]
- 2018 : Jonas, de Christophe Charrier (téléfilm)[12]
- 2018 : Le Figuier, d'Alamork Davidian[13]
- 2018 : Manto, de Nandita Das[14]

## Distinctions
- 2012 : César du meilleur film documentaire pour Tous au Larzac[15]